# Szeressétek Odor Emiliát!
A Szeressétek Odor Emiliát! 1970-ben bemutatott magyar játékfilm. A filmet a szabadkígyósi Wenckheim-kastélyban és parkjában forgatták 1969 nyarán.

## Cselekmény
A vörös hajú Odor Emilia nemrég érkezett Pestről a szigorú Zrínyi Ilona Leánynevelő Intézetbe. Rögvest összeütközésbe kerül a szabályokkal, fellázad a szigorú, vaskalapos rend ellen, és fellázítja osztálytársait is. Egy alkalommal az igazgatónő versenyt hirdet: minden osztályból kiválasztanak egy lányt, aki majd részt vehet a millenniumi ünnepségeken. A verseny egymás ellen fordítja a lányokat. Odor Emilia felismeri, hogy manipulálják őket.

## Szereplők
- Szabó Ildikó (Szabó Gabriella néven)  – Odor Emilia
- Bulla Elma – az intézet igazgatónője
- Sulyok Mária – Tassy tanárnő
- Törőcsik Mari – illemtanárnő
- Békés Rita – tanárnő
- Gurnik Ilona – tanárnő
- Moór Marianna – Nóra néni
- Ronyecz Mária – Judit nővér